# Vinnie Hinostroza
Vincent „Vinnie“ Hinostroza (auch Vince Hinostroza; * 3. April 1994 in Chicago, Illinois) ist ein US-amerikanischer Eishockeyspieler, der seit Februar 2025 bei den Minnesota Wild aus der National Hockey League (NHL) unter Vertrag steht und parallel für deren Farmteam, die Iowa Wild, in der American Hockey League (AHL) zum Einsatz kommt.

## Karriere

### Anfänge
Vinnie Hinostroza wurde in Chicago geboren und spielte dort in seiner Jugend für die Chicago Mission in der regionalen Nachwuchsliga. Im Alter von 16 Jahren verließ er seine Heimat und schloss sich den Waterloo Black Hawks aus der United States Hockey League (USHL) an, der höchsten Juniorenliga der Vereinigten Staaten. Die Black Hawks hatten ihn im USHL Futures Draft 2010 an vierter Position ausgewählt, sodass er mit Beginn der Spielzeit 2010/11 für das Team auflief. Nach einer durchschnittlichen Rookie-Saison, nach der er sein Heimatland beim Ivan Hlinka Memorial Tournament 2011 erstmals auf internationalem Niveau vertrat, steigerte der Angreifer seine persönliche Statistik in der Saison 2011/12 deutlich (44 Scorerpunkte in 55 Spielen) und wurde in der Folge im NHL Entry Draft 2012 an 169. Position von den Chicago Blackhawks ausgewählt. Nach einem weiteren Jahr in der USHL, in dem ihm in 46 Spielen 25 Tore und 35 Vorlagen gelangen, schrieb er sich im Herbst 2013 an der University of Notre Dame ein. Dort spielte Hinostroza fortan für die Notre Dame Fighting Irish in der Hockey East, einer Hochschul-Liga im Spielbetrieb der National Collegiate Athletic Association. Als Freshman kam der US-Amerikaner auf 32 Punkte in 34 Spielen, während er über den Jahreswechsel mit der U20-Nationalmannschaft an der U20-Weltmeisterschaft 2014 teilnahm und mit dem Team dort den fünften Platz belegte. Am Ende der College-Saison wurde Hinostroza ins All-Rookie Team der Hockey East gewählt.

### NHL
In der folgenden Saison 2014/15 erreichte der Angreifer erneut einen Punkteschnitt von über 1,0 und wurde infolgedessen ins First All-Star Team der Hockey East berufen. Im Anschluss unterzeichnete er im März 2015 einen Entry Level Contract bei den Chicago Blackhawks, die ihn bis zum Saisonende in fünf Spielen bei ihrem Farmteam, den Rockford IceHogs, in der American Hockey League (AHL) einsetzten. Hinostroza debütierte zu Beginn der Spielzeit 2015/16 in der National Hockey League (NHL), wurde allerdings nach vier Einsätzen zurück in die AHL geschickt, wo er – bis auf drei weitere NHL-Spiele im Februar 2016 – den Rest der Saison verbrachte und die IceHogs in Punkten (51) anführte. Anschließend wurde er erstmals in die A-Nationalmannschaft der USA berufen und nahm mit dem Team an der Weltmeisterschaft 2016 teil, wo man den vierten Platz belegte. Zudem wurde der Stürmer im KHL Junior Draft 2016 an 88. Stelle von den finnischen Jokerit ausgewählt. Mit Beginn der Saison 2016/17 etablierte sich Hinostroza im NHL-Aufgebot der Blackhawks und kam dort fortan regelmäßig zum Einsatz.
Nach drei Jahren in der Organisation der Blackhawks wurde Hinostroza im Juli 2018 samt Jordan Oesterle und einem Drittrunden-Wahlrecht im NHL Entry Draft 2019 an die Arizona Coyotes abgegeben, die zudem den Vertrag von Marián Hossa übernahmen. Im Gegenzug erhielten die Blackhawks Marcus Krüger, Jordan Maletta, Andrew Campbell, MacKenzie Entwistle und ein Fünftrunden-Wahlrecht im gleichen Draft. Nach zwei Jahren in Arizona wurde sein auslaufender Vertrag nach der Spielzeit 2019/20 nicht verlängert, sodass er sich im Oktober 2020 als Free Agent den Florida Panthers anschloss. Dort kam er bis April 2021 zu neun Einsätzen, ehe er im Tausch für Brad Morrison zu den Chicago Blackhawks transferiert wurde und somit an seine frühere Wirkungsstätte zurückkehrte. Dort beendete er die Saison 2020/21 und wechselte anschließend, abermals als Free Agent, zu den Buffalo Sabres, ebenso wie im Juli 2023 zu den Pittsburgh Penguins und im Juli 2024 zu den Nashville Predators. Über den Waiver gelangte Hinostroza im Februar 2025 schließlich zu den Minnesota Wild.

## Erfolge und Auszeichnungen
- 2014 Hockey East All-Rookie Team
- 2015 Hockey East First All-Star Team
- 2025 Teilnahme am AHL All-Star Classic

## Karrierestatistik
Stand: Ende der Saison 2024/25

### International
Vertrat die USA bei:
- Ivan Hlinka Memorial Tournament 2011
- U20-Weltmeisterschaft 2014
- Weltmeisterschaft 2016

(Legende zur Spielerstatistik: Sp oder GP = absolvierte Spiele; T oder G = erzielte Tore; V oder A = erzielte Assists; Pkt oder Pts = erzielte Scorerpunkte; SM oder PIM = erhaltene Strafminuten; +/− = Plus/Minus-Bilanz; PP = erzielte Überzahltore; SH = erzielte Unterzahltore; GW = erzielte Siegtore; 1 Play-downs/Relegation; Kursiv: Statistik nicht vollständig)